# All Access Europe
All Access Europe è un DVD di Eminem, pubblicato nel 2002.
Riprende le tappe di un suo tour in Europa, insieme ad Xzibit e ai D12. In alcuni concerti si è esibito in vari duetti, cantando The Way I Am con Marilyn Manson ad Amburgo, B**** Please II con Xzibit e Stan con Dido a Londra. Vi sono anche riprese dei dietro le quinte, e le versioni live di Purple Pills e Forgot About Dre con Dr. Dre.